# Національно-історичний парк Клондайкської золотої лихоманки
Національно-історичний парк Клондайкської золотої лихоманки — це національний історичний парк, який експлуатується Службою національних парків, присвячений вшанування пам'яті подій Клондайської золотої лихоманки 1890-х років. У парку є чотири підрозділи, у тому числі три — у муніципалітеті Скагуей, штат Аляска, і четвертий — у Національному історичному районі Піонер-Сквер у Сіетлі, штат Вашингтон.
Історію епохи золотої лихоманки також доповнюють історичні місця у Вайтгорсі та Довсон-Сіті в Юкон, а також у Британській Колумбії у Канаді. У 1998 році Національний історичний парк Клондайкської золотої лихоманки об'єднався з Національною історичною пам'яткою «Трікот Трейл», Національним історичним об'єктом «Довсонський історичний комплекс» та відрізком «Тридцять миль» на річці Юкон, щоб створити Міжнародний історичний парк Клондайкської золотої лихоманки, що забезпечує інтегрований бінаціональний (США та Канади) досвід.
| США | Це незавершена стаття з географії США. Ви можете допомогти проєкту, виправивши або дописавши її. |

1. 1 2 3 4 5  https://irma.nps.gov/Stats/SSRSReports/National%20Reports/Query%20Builder%20for%20Public%20Use%20Statistics%20(1979%20-%20Last%20Calendar%20Year)
2. ↑  Klondike Goldrush National Historical Park — 1976.